# Chris Cunningham
Chris Cunningham (Reading, Reino Unido, 15 de octubre de 1970) es un video-artista inglés, principalmente conocido por su trabajo en el área del video musical, ámbito en el que destacan sus realizaciones para los artistas Aphex Twin, Madonna y Björk. Para esta última dirigió el premiado vídeo promocional de la canción All Is Full Of Love.

## Biografía
Nació en 1970, en Reading, Reino Unido. Desde muy niño se aficionó al dibujo, luego a hacer esculturas, las cuales fotografiaba. Su carrera artística la inició en la revista de cómics 2000AD bajo el pseudónimo de Chris Halls. Posteriormente trabaja en los efectos especiales de películas como Alien 3, Alien: Resurrección y Judge Dredd. Trabajaría también en las maquetas de filmes como Hardware y Nightbreed. Estuvo involucrado en el proyecto del film A.I. Inteligencia artificial cuando Stanley Kubrick se ocupaba del mismo.
Debutó en el terreno del vídeo musical en 1995, de la mano de Warp Records, con la realización del vídeo promocional de la canción Second Bad Vibel, del grupo Autechre, y continuó su trabajo con artistas como Squarepusher, Björk, Madonna, Portishead y, sobre todo, Aphex Twin, entre otros. Su segundo vídeo para este músico (Windowclicker, 1999) fue censurado por MTV en Estados Unidos. En 2000, por su video para All Is Full Of Love (Björk), fue premiado por MTV, en los Music Week CAD Awards, en los MVPA Awards y en los Design And Art Direction Awards. En este último certamen obtuvo, entre otras medallas, una de oro por su dirección en la categoría "Pop Promos".
Ha realizado comerciales de televisión para marcas internacionales como Nissan o Sony. Entre sus otros trabajos destacan la video-instalación Flex (presentada en ocasión de la exposición Apocalypse de la Royal Academy of Arts en 2000) y los cortometrajes Monkey Drummer y Rubber Johnny, todos ellos con música de Aphex Twin. Estas obras son el medio perfecto para que el artista insista en su particular estilo, caracterizado por su retorcida imaginación, su obsesión por las anatomías enfermas, sus sincronizaciones exactas y su particular sentido del humor.
Ha estado tentado de dirigir una adaptación del cómic RanXerox 2: Happy Birthday Lubna de Tanino Liberatore y Stefano Tamburini, la novela cyberpunk Neuromante de William Gibson y la también novela Una mirada a la oscuridad (A Scanner Darkly) de Philip K. Dick (finalmente llevada a la gran pantalla en 2006 por Richard Linklater). En 2003 fue editado el DVD The Work of Director Chris Cunningham, el cual recopila videos musicales, comerciales de televisión y cortometrajes. El DVD es parte de la serie The Work of Director, enfocada al mundo del videoclip y que también incluye trabajos de Spike Jonze, Michel Gondry, Mark Romanek, Jonathan Glazer, Anton Corbijn y Stéphane Sednaoui.

## Filmografía

### Videos musicales
- "Second Bad Vilbel" (Autechre, 1995)
- "Back With The Killer Again" (The Auteurs, 1995)
- "Space Junkie" (Holy Barbarians, 1996)
- "Another Day" (Lodestar, 1996)
- "Personally" (12 Rounds, 1996)
- "36 Degrees" (Placebo, 1996)
- "Something To Say" (Jocasta, 1997)
- "Jesus Coming In for the Kill" (Life's Addiction, 1997)
- "Tranquillizer" (Geneva, 1997)
- "Come to Daddy" (Aphex Twin, 1997)
- "No More Talk" (Dubstar, 1997)
- "Light Aircraft On Fire" (The Auteurs, 1997)
- "The Next Big Thing" (Jesus Jones, 1997)
- "Only You" (Portishead, 1998)
- "Afrika Shox" (Leftfield feat. Afrika Bambaataa, 1999)
- "Come On My Selector" (Squarepusher, 1998)
- "Frozen" (Madonna, 1998)
- "All is Full of Love" (Björk, 1998)
- "Windowlicker" (Aphex Twin, 1999)
- "Rubber Johnny" (Aphex Twin, 2005)
- "Sheena is a Parasite" (The Horrors, 2006)

### Video-instalaciones y cortometrajes
- Flex (2000) (con música de Aphex Twin)
- Monkey Drummer (2001) (música: "Mt Saint Michel + Saint Michaels Mount" de Aphex Twin)
- Rubber Johnny (2005) (música: remezcla de "Afx237 v7" de Aphex Twin)
- ELECTROMA (2006) (steady cam en el cortometraje de DAFT PUNK)

## Producción
- ELECTROMA (2006) (encargado del steady cam en el cortometraje de DAFT PUNK)

### Anuncios de televisión
- Mental Wealth (Sony PlayStation)
- Photocopier (Levi Strauss & Co, nunca emitido en televisión)
- Engine (Nissan, con música de Boards of Canada)
- Quiet (Telecom Italia)
- Sport is Life (ITV)
- Flora Perfum (Gucci)

### Artículos de prensa
- Olalla Cernuda (2000). «Chris Cunningham, el nuevo padre del videoclip». El Mundo.

- José Luis De Vicente (2000). «Chris Cunningham Especial». ArtFutura 2000.

- Ferenz Jacobs (2007). «Chris Cunningham: Windowlicker». Critica.cl. Archivado desde el original el 18 de agosto de 2008.

- Lope Serrano (2005). «Chris Cunningham. Imágenes incómodas». Rockdelux (Edición de junio de 2005).